# Pieter Janssens Elinga

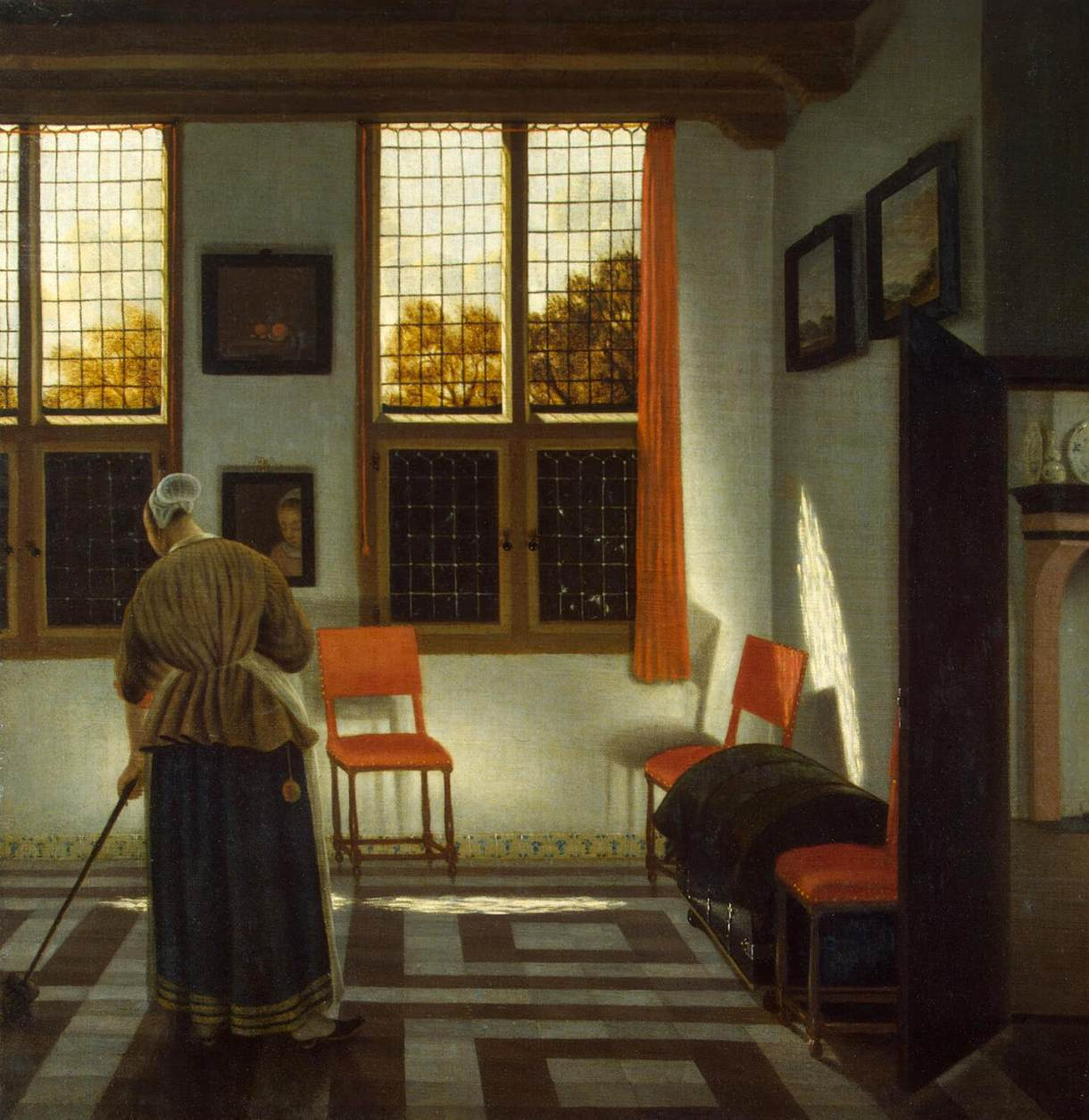
Interno di casa olandese, Museo dell'Ermitage

Pieter Janssens Elinga (Bruges, 18 agosto 1623 – Amsterdam, 1682) è stato un pittore olandese.

## Biografia
Della sua biografia si conosce poco. Nel 1653 è documentato come cittadino di Rotterdam e lo stesso anno è registrato più volte ad Amsterdam, luogo in cui morì nel 1682. Probabilmente fu anche un musicista.
Le opere a lui attribuite, di numero contenuto, sono essenzialmente nature morte nel solco di Willem Kalf e interni domestici, alla maniera di Pieter de Hooch. Non spiccò per l'originalità e la variazione, ma nei suoi interni seppe infondere un profondo senso di quiete e armonia, descrivendo accuratamente i singoli oggetti e le figure.